# 양산향교
양산향교(梁山鄕校)은 대한민국 경상남도 양산시 교동에 있는 향교이다. 1982년 8월 2일 경상남도의 유형문화재 제205호로 지정되었다.

## 개요
향교는 훌륭한 유학자를 제사하고 지방민의 유학교육과 교화를 위하여 나라에서 지은 교육기관이다
조선 태종 6년(1406)에 지어졌으며 1864년에 크게 수리했는데『양산교지』에 의하면 별 차이가 없는 것으로 추정된다.
건물의 배치는 공부하는 곳인 명륜당과 동·서재가 앞쪽 평지에 있고 제사지내는 곳인 대성전과 동·서무가 뒤쪽 경사지에 있는 전학후묘의 형태이다. 향교는 본래 건물이 지어진 형식과 규모에 따라 대설위, 중설위, 소설위의 3등급으로 나누어진다. 따라서 이 향교의 출입문인 외삼문이 누각형태로 지어지고 명륜당과 대성전의 규모가 비교적 크다는 점으로 보아 중설위에 해당되었을 것으로 본다.
조선시대에는 국가로부터 토지와 전적, 노비 등을 받아 학생들을 가르쳤으나 갑오개혁(1894) 이후 제사만 지내고 있다.

## 참고 자료
- 양산향교 - 국가유산청 국가유산포털